# フォンテーヌブロー条約 (1679年)
フォンテーヌブロー条約（フォンテーヌブローじょうやく、英語: Treaty of Fontainebleau）は1679年9月2日（グレゴリオ暦、ユリウス暦では8月23日）にデンマーク＝ノルウェーとスウェーデン・バルト帝国の間で締結された、スコーネ戦争の講和条約。
フランスから圧力をかけられたデンマークはスコーネ戦争の占領地を全てスウェーデンに返還し、「わずかな賠償金」しか獲得できなかった。条約は同月に締結されたルンド条約で再確認され、詳細が定められた。